# Preuves d'innocence
Pour plus de détails, voir Fiche technique et Distribution.
Preuves d'innocence est un téléfilm américain réalisé par Mike Robe en 2004 et diffusé aux États-Unis les 23 et 25 mai 2004 sur la chaîne CBS et en France le 3 décembre 2004.

## Synopsis
La série policière est une adaptation du roman de Scott Turow, la série n'est pas l'adaptation d'une histoire véridique. Un bureau d'avocats tente de prouver l'innocence d'un condamné à mort.

## Fiche technique
- Titre français : Preuves d'innocence
- Réalisation : Mike Robe
- Scénario : Alan Sharp et Scott Turow
- Producteurs exécutifs : Frank von Zerneck et Robert M. Sertner
- Produit par : MAT IV, Frank & Bob Films II et Von Zerneck Sertner Films
- Directeur de la photographie : Derick V. Underschultz
- Décors : Mark Laing
- Montage : Marc Brunswick
- Costumes : Vicki Graef
- Casting : Clare Walker (Toronto) et Sheila Lane (Halifax)
- Musique : Laura Karpman
- Pays d'origine :  États-Unis
- Langue originale : anglais
- Format : couleur — 1,85:1 — son Dolby Digital
- Genre : drame
- Durée : 175 minutes

## Distribution
- William H. Macy : Arthur Raven
- Tom Selleck (VF : Jacques Frantz) : Larry Starczek
- Monica Potter (VF : Barbara Kelsch) : Muriel Wynn
- Felicity Huffman (VF : Caroline Beaune) : Gillian Sullivan
- James Rebhorn : Erno Erdai
- Shemar Moore (VF : Jean-Paul Pitolin) : Collins Farwell
- Glenn Plummer : Romeo « Squirrel » Gandolf
- Yanna McIntosh : Genevieve Carriere
- Nigel Bennett : Talmadge Loman
- David Fox : le juge Harlow
- Christina Collins : Louisa Remardi
- Gerry Mendicino : Gus Leonidas
- Brian Heighton : Paul Judson
- Allan Royal : O'Grady
- Robert Verlaque : Dickerman
- John Dunsworth : Ike
- John Evans : Tom Woznicki
- Martha Irving : la femme à Woznicki
- Juanita Peters : agent de police

 Source et légende : version française (VF) sur RS Doublage  et selon le carton de doublage télévisuel.